# Storbergstjärnen (Ströms socken, Jämtland)
Storbergstjärnen är en sjö i Strömsunds kommun i Jämtland och ingår i Ångermanälvens huvudavrinningsområde.